# Stensjön (naturreservat, Hudiksvalls kommun)
Stensjön är ett naturreservat omkring sjön med samma namn i Hudiksvalls kommun i Gävleborgs län.
Området är 1249 hektar stort och uppvisar ett av Gävleborgs läns största och finaste naturskogsområden. Gamla tallskogar på torr till frisk moränmark är den absolut dominerande skogstypen, men även gammal grannaturskog förekommer. Centralt i området ligger Stensjön och direkt väster om sjön den öppna myren Stensjömyran. Myrens öppna delar övergår i en mosaikartad struktur tillsammans med fastmark och myrholmar. Flera mindre sjöar och tjärnar finns spridda i området.   
Området är naturskyddat sedan 1992. Området utvidgades 2019 och var fram till dess 453 hektar stort.

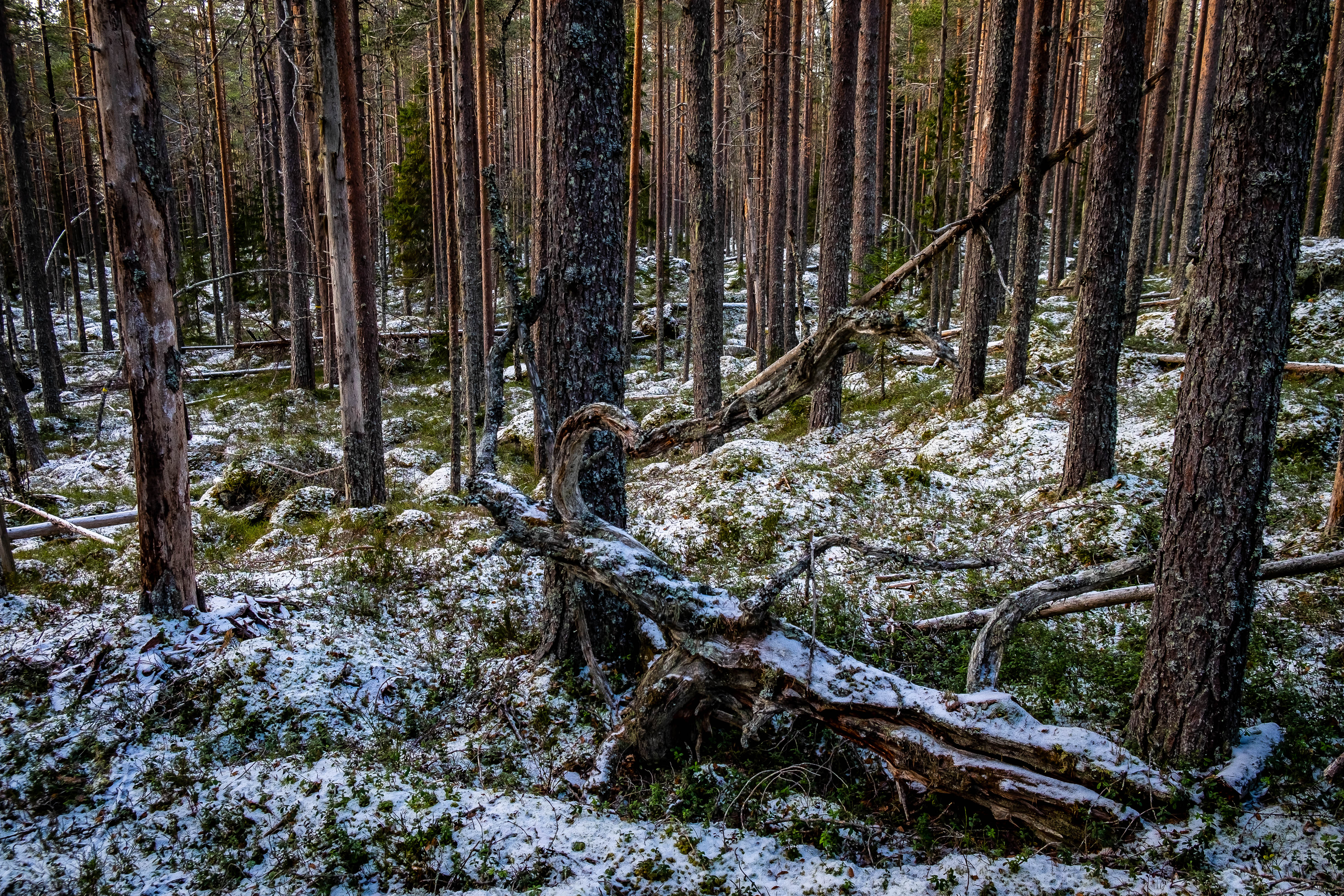
Gammal tallskog, Stensjöns naturreservat, östra delen

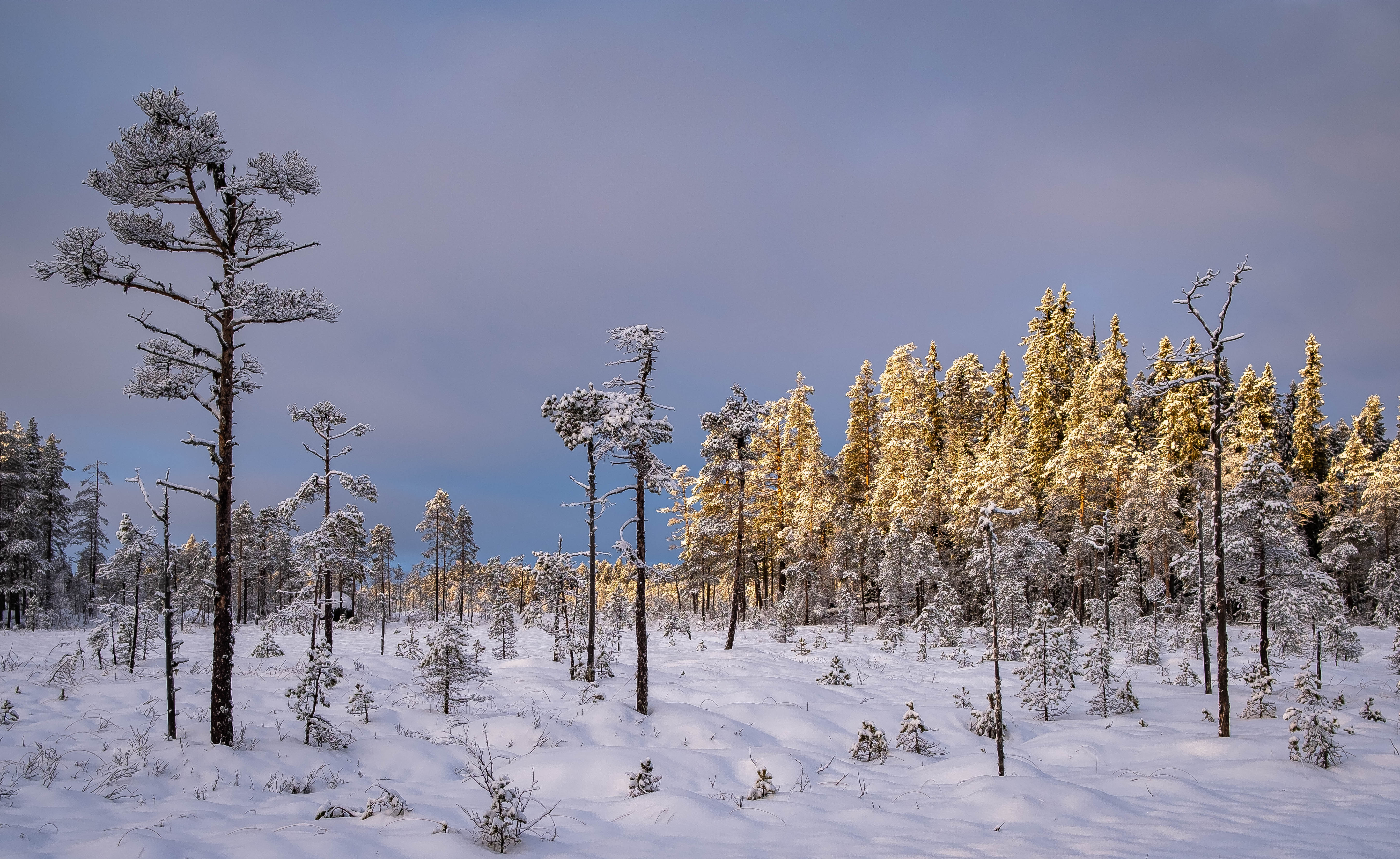